# Jazz de Montréal
Le Jazz de Montréal était une ancienne franchise de basket-ball basée à Montréal, Québec et faisant partie de la Ligue nationale de basketball du Canada.

## Histoire
Le club voit officiellement le jour le 1er novembre 2012 et remplace numériquement l'équipe des Kebekwa de Laval après la défection de ces derniers. La formation inaugurale du Jazz est dirigée par l'entraîneur Alejandro Hasbani et compte entre autres dans ses rangs l'ailier Xavier Delarue.
L'équipe joue le premier match de son histoire le 3 novembre 2012 contre les Mill Rats de Saint-Jean.
Le club ne jouera pas les saisons suivantes.